# Tokudaia tokunoshimensis
Tokudaia tokunoshimensis — рід мишоподібних гризунів родини мишеві (Muridae). 

## Поширення
Цей вид відомий тільки з Токуносіма острова, в островів Рюкю, префектура Кагосіма, Японія. Він обмежений у північних та центральних частинах острова. Віддає перевагу вторинним широколистим лісам, хоча також може бути знайдений в малопорушених лісах.

## Загрози та охорона
Через руйнування середовища проживання серйозно знизився доступ до лісового середовища проживання на острові. Дикі кішки і собаки знаходяться на острові, і, як відомо, полюють на цей вид. Не відомо, чи живе в охоронних природних територіях. Контроль введених хижаків необхідний.